# 库富勒
库富勒（法語：Coufouleux，法語發音：[kufulø]）是法国奧克西塔尼大區塔恩省的一个市镇，属于阿尔比区。

## 地理
库富勒（43°49'4"N, 1°43'51"E）面积27.16 平方千米，位于法国奧克西塔尼大區塔恩省，该省份为法国南部内陆省份，北起顺时针与阿韦龙省、埃罗省、奥德省、上加龙省和塔恩-加龙省接壤。
与库富勒接壤的市镇（或旧市镇、城区）包括：拉巴斯唐斯、日鲁桑斯、卢皮亚克、圣利厄莱拉沃尔、圣叙尔皮斯拉潘特。

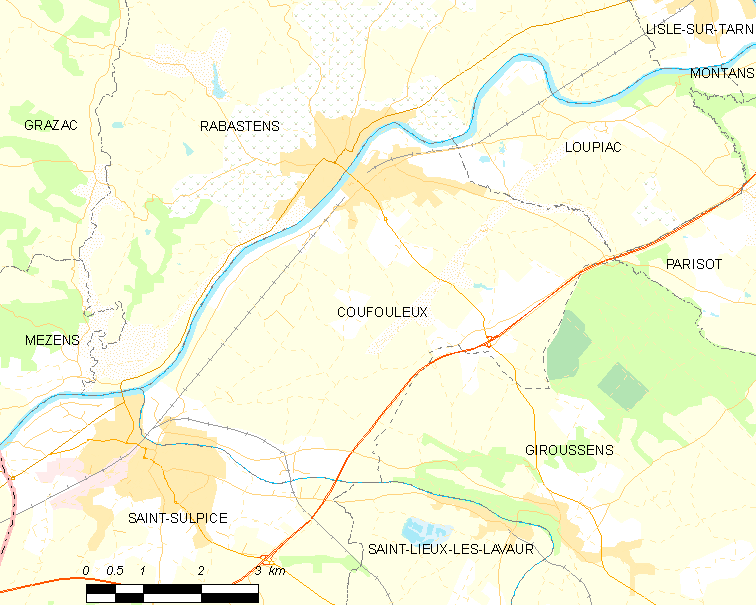
库富勒的OSM定位图

库富勒的时区为UTC+01:00、UTC+02:00（夏令时）。

## 行政
库富勒的邮政编码为81800，INSEE市镇编码为81070。

## 政治
库富勒所属的省级选区为塔恩之门县。

## 人口

1962-2008年间库富勒人口变化图示

库富勒于2022年1月1日时的人口数量为3041人。